# Nicolas Ouédec
Nicolas Ouédec (An Oriant, 28 d'octubre de 1971) és un exfutbolista professional francès, que ocupava la posició de davanter.
Va destacar com una jove promesa al Nantes, on va debutar amb 17 anys. Va ser el màxim golejador francès de la temporada 93/94. Va jugar en diversos clubs del seu país, així com al RCD Espanyol català i el R.A.A. Louviéroise belga. Es va retirar el 2004 després de jugar a Singapur i a la Xina.
El 2008 va retornar per militar al modest Lokomotiv Dreispitz, de les divisions inferiors franceses, al departament de la Mosela.
Va ser set vegades internacional amb la selecció francesa, tot marcant un gol.